# Pauropus panamensis
Pauropus panamensis är en mångfotingart som beskrevs av Hilton 1939. Pauropus panamensis ingår i släktet grovfåfotingar, och familjen fåfotingar. Inga underarter finns listade i Catalogue of Life.